# Springtown (Teksas)
Springtown – miasto w Stanach Zjednoczonych, w stanie Teksas, w hrabstwie Parker.